# P/2016 P1 (PANSTARRS)
P/2016 P1 (PANSTARRS) — одна з короткоперіодичних комет сім'ї Юпітера. Відкрита 1 серпня 2016 року; була 22.1m на час відкриття.